# 東嘉生
東嘉生（日语：／ Azuma Yoshio，1910年—1943年11月23日）日治台灣經濟學者，為台灣經濟史研究先驅，專研清治台灣經濟史。曾任臺北帝國大學文政學部助教授兼任南方人文研究所研究員，於1943年返台時搭乘的船隻遭美軍擊沈意外身亡，遺稿於1944年被編輯出版為《臺灣經濟史研究》一書。

## 生平
東嘉生出自在臺日本內地人家庭，在大分縣宇佐郡出生，台灣成長，父親東八郎教授為台灣教育界重要人物。1928年為臺北高等學校第一期畢業生，畢業後進入臺北帝國大學文政學部史學科就讀，1929年轉入文政學部政學科，1932年成為台北帝大第二屆畢業生。畢業後進入臺北帝大文政學部大學院（研究所）就讀，從事「以殖民地的經濟為中心的經濟學研究」，於1933年起休學轉任文政學部經濟學研究室副手，進行清治臺灣的經濟史研究，1937年升任為臺北帝大的講師，講授社會政策與經濟史，為當時首位成為臺北帝大教師的原校畢業生，時常為臺灣警察時報、臺灣新民報與臺灣日日新報等報刊撰寫經濟主題的社會教育及時事評論文章。1943年2月升任文政學部經濟學研究室助教授，同年4月被任命為南方人文研究所研究員。
在1943年11月23日乘船返台時，船隻在東海遭美軍潛水艇擊沈意外身亡，他的弟弟東日出男及老師楠井隆三將其論文遺稿及「臺灣經濟史概說」上課講義整理匯集出版為《臺灣經濟史研究》一書。

## 影響及評價
東嘉生被認為是臺灣經濟史研究的重要先驅，其遺作為首部關於臺灣經濟史的通史性質著作，曾在民俗臺灣上由陳逢源撰文推薦，後經台灣經濟學者周憲文譯為中文，在臺灣銀行經濟研究室出版。周憲文給予東嘉生著作的開創性高度評價，在1980年時評論道：「儘管本書的內容有些地方還欠成熟，卻仍為臺灣經濟史這一園地上唯一花朵。因此也可反證臺灣經濟史這一園地究竟荒蕪到如何程度」。東嘉生唯一著作的譯本，因分析角度帶有馬克思主義思想色彩在戰後臺灣曾經長期被列為禁書，直到1985年才由任卓宣經營的帕米爾書店重新出版流通。
在1990年代出版的《台北帝國大學研究通訊》當中，東嘉生被視為最突出的台北帝大政學科早期畢業生。

## 學術作品
〈清朝治下台灣的土地所有型態〉《政學科研究年報》第1輯 ，1934年5月
〈馬爾薩斯的地租論 －地租學說史的斷章〉《政學科研究年報》第2輯 ，1935年8月
〈清朝治下台灣的貿易與外國商業資本〉《政學科研究年報》第3輯，1936年11月
《政學科研究年報》第5輯，1939年5月
〈清朝治下臺灣之地租關係〉《政學科研究年報》第7輯 ，1941年8月
《臺灣經濟史研究》東都書籍株式會社臺北支店 1944年